# Savonlinna
Savonlinna (finsko  [ˈsɑʋonˌlinːɑ], dob. »grad Savonija«; švedsko Nyslott, dob. ''Novi grad'') ) je mesto na Finskem v vzhodni notranjosti države. Leži v Finskem pojezerju, v regiji Južna Savo. Prebivalstvo Savonlinne šteje približno 32.000, medtem ko ima podregija približno 39.000 prebivalcev. Je 36. najbolj naseljena občina na Finskem.
Savonlinna leži v osrčju Saimaa Lakeland, zato je znana tudi kot 'prestolnica Saimaa'. Skupaj z Mikkelijem sta dve največji mesti v regiji Južna Savo in obe sta središči bolnišničnih okrožij v regiji. Savonlinna enklavira občino Enonkoski.
Savonlinna je mednarodno znana po srednjeveškem gradu sv. Olafa in letnem opernem festivalu Savonlinna.

## Zgodovina
Mesto je bilo ustanovljeno leta 1639 na podlagi trdnjave Olavinlinna (grad sv. Olafa). Grad je leta 1475 ustanovil Erik Axelsson Tott v prizadevanju za zaščito Savonije in za nadzor nestabilne meje med Kraljevino Švedsko in njenim ruskim nasprotnikom. Med rusko-švedsko vojno (1741–1743) je trdnjavo zavzel feldmaršal Peter Lacy. Med letoma 1743 in 1812 je bila v lasti Rusije, ko je bila vrnjena Finski kot del 'Stare Finske'.
Leta 1973 je bila občina Sääminki združena s Savonlinno. V začetku leta 2009 sta bila občina Savonranta in 31,24 km² velik kopenski pas od Enonkoskega med Savonlinno in Savonranto konsolidirana s Savonlinno. V začetku leta 2013 sta bili občini Kerimäki in Punkaharju združeni s Savonlinno.

## Zanimivosti
Najpomembnejša znamenitost v Savonlinni je trdnjava Olavinlinna, grad iz 15. stoletja, zgrajen na otoku. V bližini gradu je tudi regionalni muzej Savonlinna. Nekatere druge znamenitosti so gozdni muzej Lusto v vasi Punkaharju in cerkev Kerimäki v sosednji vasi Kerimäki, ki je največja lesena cerkev na svetu.
Savonlinna gosti znameniti letni operni festival Savonlinna, ki je bil prvič organiziran leta 1912. Opere izvajajo na odru, zgrajenem v trdnjavi Olavinlinna. 
Mesto od leta 2000 gosti tudi svetovno prvenstvo v metu mobilnega telefona.
- Savonlinnska stolnica je evangeličansko-luteranska cerkev
- Cerkev Kerimäki je največja lesena cerkev na svetu
- Pokrajinski muzej Savonlinna
- Lusto je nacionalni muzej gozdov, ki se nahaja v Punkaharju
- Naravni rezervat Greben Punkaharju

## Transport
Savonlinna je 104 kilometre vzhodno od Mikkelija, 133 kilometrov zahodno od Joensuuja in 159 kilometrov južno od Kuopia. Prav tako je 335 kilometrov od glavnega mesta Helsinki po cesti in približno štiri ure vožnje z vlakom. Leti od letališča Savonlinna do Helsinkov trajajo 40–60 minut.

## Izobraževanje
Univerza uporabnih znanosti jugovzhodne Finske ima kampus v Savonlinni, kjer poučujejo zdravstveno varstvo in procesne tehnologije. Raziskovalne in razvojne zmogljivosti vključujejo laboratorije za obdelavo lesa in elektroniko. Univerza Vzhodne Finske je imela kampus v Savonlinni, predvsem za izobraževanje učiteljev. Kampus je bil leta 2018 zaprt.
V Savonlinni sta dve srednji šoli. Ena od teh srednjih šol je specializirana za umetnostne predmete, ki je bila ob začetku delovanja leta 1967 prva specializirana srednja šola na Finskem in tudi v vseh nordijskih državah.